# SSV Jahn Regensburg
SSV Jahn Regensburg e. V., cunoscut ca Jahn Regensburg, SSV Jahn sau simplu Jahn, este un club de fotbal din Regensburg, Bavaria, Germania care evoluează în 3. Liga.